# Danh sách vua Eswatini
Đây là danh sách vua (Ngwenyama) của Eswatini.
Vua của Eswatini (còn được gọi là Ingwenyama) cai trị cùng với Thái hậu (còn được gọi là Ndlovukati). Vai trò của nhà vua trong lịch sử là người đứng đầu hoặc quốc phụ trong khi Thái hậu là lãnh đạo tinh thần của quốc gia.

## Vua/lãnh đạo cổ đại của người Swazi (trước năm 1945)
- Nkomo: 1200–1300
- Khabako: 1300–1355
- Nkosi I: 1355–1400
- Ngwane I: 1400–1435
- Dlamini I (Matalatala): 1435–1465
- Mswati I: 1480–1520
- Ngwane II: 1520–1550
- Dlamini II: 1555–1600
- Nkosi II: 1600–1640
- Mavuso I: 1645–1680
- Magudulela: 1685–1685
- Ludvonga I: 1685–1715
- Dlamini III: 1720–1744

## Vua Swaziland (1745-1903)
- Ngwane III: 1745–1780 (Vua Swaziland hiện đại đầu tiên)
- LaYaka Ndwandwe (nhiếp chính): 1780
- Ndvungunye (Zikodze, Mavuso II): 1780–1815
- Lomvula Mndzebele (nhiếp chính): 1815
- Sobhuza I (Somhlolo): 1815–1839
- Lojiba Simelane (nhiếp chính): 1836–1840
- Mswati II (Mavuso III): 1840–1868
- Tsandzile Ndwandwe (nhiếp chính): tháng 7 năm 1868 – tháng 6 năm 1875
- Dlamini IV (Mbandzeni): 1875–1889
- Tibati Nkambule (nhiếp chính): ngày 4 tháng 4 năm 1889 – 1894
- Ngwane V (Mahlokohla): tháng 1 năm 1895 – ngày 10 tháng 12 năm 1899
- Labotsibeni Gwamile Mdluli (nhiếp chính): ngày 10 tháng 12 năm 1899 – ngày 7 tháng 8 năm 1903

## Vua Eswatini (1968-nay)
| Tên        | Tuổi thọ                                            | Bắt đầu trị vì          | Kết thúc trị vì          | Ghi chú             | Dòng dõi    | Hình                    |
| ---------- | --------------------------------------------------- | ----------------------- | ------------------------ | ------------------- | ----------- | ----------------------- |
| Sobhuza II | 22 tháng 7 năm 1899 – 21 tháng 8 năm 1982 (83 tuổi) | ngày 2 tháng 9 năm 1968 | ngày 21 tháng 8 năm 1982 | Con trai Ngwane V   | Nhà Dlamini | Sobhuza II of Swaziland |
| Mswati III | 19 tháng 4, 1968                                    | 25 April 1986           | Đương nhiệm              | Con trai Sobhuza II | Nhà Dlamini | Mswati III of Swaziland |

## Hoàng kỳ

Hoàng kỳ của vua Mswati III